# Emarginea minastes
Emarginea minastes là một loài bướm đêm trong họ Noctuidae.